# Linntjärnen, Värmland
Linntjärnen är en sjö i Årjängs kommun i Värmland och ingår i Göta älvs huvudavrinningsområde.